# Processament tèrmic ràpid

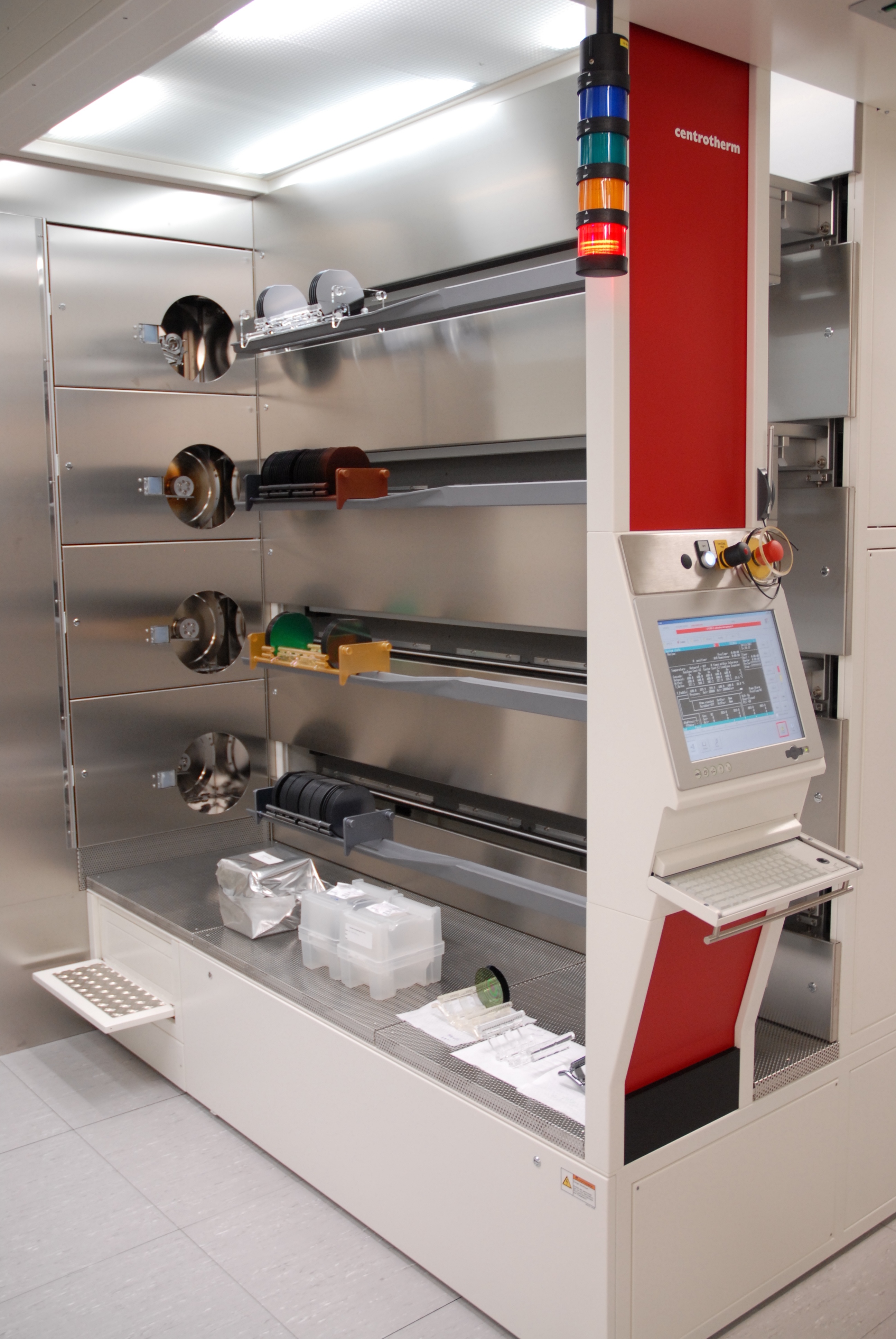
Màquina que s'empra per a l'oxidació tèrmica.

El processament tèrmic ràpid (amb acrònim anglès RTP) és un procés de fabricació de semiconductors que escalfa les oblies de silici a temperatures superiors als 1.000 °C durant no més d'uns segons. Durant el refredament, les temperatures de les oblies s'han de reduir lentament per evitar dislocacions i trencaments de les oblies a causa del xoc tèrmic. Aquestes velocitats d'escalfament ràpides sovint s'aconsegueixen amb làmpades o làsers d'alta intensitat. Aquests processos s'utilitzen per a una gran varietat d'aplicacions en la fabricació de semiconductors, inclosa l'activació de dopants, l'oxidació tèrmica, el reflux de metalls i la deposició química de vapor.
Un dels reptes clau en el processament tèrmic ràpid és la mesura i el control precisos de la temperatura de l'oblia. La supervisió de l'ambient amb un termoparell només s'ha fet factible recentment, ja que les altes velocitats de rampa de temperatura impedeixen que l'oblia arribi a l'equilibri tèrmic amb la cambra de procés. Una estratègia de control de temperatura implica pirometria in situ per efectuar el control en temps real. S'utilitza per fondre el ferro amb finalitats de soldadura.
El recuit tèrmic ràpid (RTA) en processament tèrmic ràpid és un procés utilitzat en la fabricació de dispositius semiconductors que consisteix a escalfar una sola oblia alhora per afectar les seves propietats elèctriques. Els tractaments tèrmics únics estan dissenyats per a diferents efectes. Les oblies es poden escalfar per activar dopants, canviar les interfícies de substrat pel·lícula a pel·lícula o pel·lícula a oblia, densificar pel·lícules dipositades, canviar l'estat de les pel·lícules cultivades, reparar els danys de la implantació d'ions, moure dopants o conduir dopants d'una pel·lícula a una altra pel·lícula.o a un altre substrat d'oblia.